# Bertrand de Montredon
Pour les articles homonymes, voir Montredon.
Bertrand de Montredon est un prélat du Moyen Âge, vingt-huitième évêque connu de Nîmes de 1095 à 1097, puis archevêque de Narbonne, premier tenant du titre de primat des Narbonnaises, de 1097 à 1106.

## Biographie
Il est consacré par Urbain II. Il assiste au concile de Clermont en 1095. Nommé archevêque de Narbonne et primat des Narbonnaises, il est remplacé par Raymond Guillaume. Il est également possible qu'il l'ait conservé jusqu'en 1106, date de sa déposition par Pascal II. 